# Solanum leptopodum
Solanum leptopodum är en potatisväxtart som beskrevs av Henri Ferdinand Van Heurck och Johannes Müller Argoviensis.
Solanum leptopodum ingår i släktet skattor som ingår i familjen potatisväxter. Inga underarter finns listade i Catalogue of Life.